# Anonima Lombarda Cabotaggio Aereo
Anonima Lombarda Cabotaggio Aereo war ein italienischer Hersteller von Automobilen.

## Unternehmensgeschichte
Das Unternehmen aus Mailand stellte 1947 einen Kleinstwagen auf dem Genfer Auto-Salon aus. Beteiligt am Bau dieses Fahrzeugs waren Società di Construzioni Meccaniche e Aeronautiche, Società Lombarda di Navigazioni Aereo und Officine Caproni. Bis 1949 entstanden bei Aero-Caproni in Trient wenige Exemplare. Der Markenname lautete sowohl ALCA als auch Volpe.

## Fahrzeuge
Das einzige Modell Volpe (italienisch: Fuchs) war ein Kleinstwagen. Für den Antrieb sorgte ein luftgekühlter Zweizylinder-Zweitaktmotor, der aus 124 cm³ Hubraum (42 mm Bohrung, 45 mm Hub) 6 PS leistete. Der Motor war im Heck montiert. Das Getriebe verfügte über vier Gänge. Bei einem Radstand von 150 cm betrug die Fahrzeuglänge 250 cm, die Fahrzeugbreite 102 cm und die Fahrzeughöhe mit Verdeck 106 cm. Die selbsttragende Karosserie ohne Türen bot Platz für zwei Personen. Die bauartbedingte Höchstgeschwindigkeit war mit 75 km/h angegeben.